# Église Saint-Martin de Deux-Évailles
L'église Saint-Martin est située à Montsûrs, en Mayenne.

## Histoire
L'église est dédiée à Martin de Tours.

### Ancienne église
L'ancienne église était encore debout à la fin du XIXe siècle à côté de celle construite toute neuve. Elle est démolie à la même période. 
Sur la petite façade se détachait en légère saillie une partie médiane s'élevant au-dessus du toit et se terminant en forme de pinacle avec double baie romane pour les cloches.
La porte, qui n'était pas de l'époque de la construction primitive, était ogivale. Le chœur, plus étroit que la nef, carré, avait comme décoration un autel construit en 1702 par François Langlois, dédié à la Vierge. Les statues sont Martin de Tours, saint Étienne, sainte Barbe ; le tableau, une Descente de croix ; les armoiries, un double écusson : à dextre, de gueules à 3 étoiles d'or. à sénestre, de gueules au lion rampant d'or. Le retable lavallois est désormais détruit.
Deux chapelles furent ouvertes dans la nef : en 1705, au côté de l'épître, celle de sainte Anne, plus récemment de saint Mathieu ; en 1706, en face, celle de la sainte Vierge, avec tableau du Rosaire. — François Lemarchand et Charlotte Beunaiche, sa femme, fondent en 1714 une rente de 20 livres pour la lampe. Les pèlerinages de Saint-Mathieu durent huit jours. L'église avait été acquise, pour la préserver, le 15 juillet 1796, par Jean Delahaye, de Laval.
En juin 1907, l'abbé Angot voit les murs de l'ancienne église rasés à la hauteur d'un mètre, les fondations formées de gros blocs.

## Église actuelle
L'église actuelle est néo-romane. Elle est exécutée de 1891 à 1896 sur les plans de l'architecte Jean Camille Formigé et sous la direction de Louis Garnier. Elle est précédée d'un porche supporté par deux pilastres et deux colonnes ; le pignon de la façade est à double ressaut, avec colonnettes d'angles ; à l'intérieur, nef principale et déambulatoires séparés par des arcades et des colonnes octogonales en granit. 
Les voûtes d'arêtes, au lieu d'observer la disposition ordinaire, se prolongent en pointe dans les quatre angles de façon à atteindre le chapiteau et à suivre le contour des arcs-doubleaux. Extérieurement, les fenêtres du chœur sont ornées de colonnes en marbre provenant des autels de l'ancienne église.
Mme Georges Gamard met à la disposition de l'église un  ostensoir du XVIIe siècle.
L'inventaire  eut lieu le 5 mars 1906. La veille, un gendarme avait parcouru la commune. Les conseillers de fabrique, retenus à la foire de Montsûrs, avaient signé la protestation que le curé lut au percepteur. Mme Georges Gamard, au nom des bienfaiteurs qui venaient de faire construire l'église, 'mettant la main sur la clef, en défendit l'entrée. L'agent se retira, mais revint à 2 heures et trouva la place libre.

## Source
- « Église Saint-Martin de Deux-Évailles », dans Alphonse-Victor Angot et Ferdinand Gaugain, Dictionnaire historique, topographique et biographique de la Mayenne, Laval, A. Goupil, 1900-1910 [détail des éditions] (BNF 34106789, présentation en ligne)